# Holland Patent
Holland Patent es una villa situada en el condado de Oneida, estado de Nueva York, Estados Unidos. Tiene una población estimada, a mediados de 2023, de 393 habitantes.

## Geografía
La localidad está ubicada en las coordenadas 43°14′28″N 75°15′24″O / 43.24111, -75.25667 (43.241147, -75.256575).

## Demografía
Según la estimación 2019-2023 de la Oficina del Censo, los ingresos medios de los hogares de la localidad son de $78,750 y los ingresos medios de las familias son de $120,547. Alrededor del 10.1% de la población está por debajo de la línea de pobreza.